# 河合館
河合館（かわいやかた/かわいたて）または河合屋敷（かわいやしき）は、兵庫県小野市粟生町字鍵町にあった日本の城（中世城館）。同市新部町の河合城とは別の遺跡である。

## 概要
加古川右岸、万願寺川北岸の平野部に位置し、JR加古川線粟生駅から北方約860m、県道三木宍粟線北側に立地する。らんらんバス（小野市コミュニティバス）の「粟生」停留所の傍である。中世に加古川と大きな関わりを持っていた河合家の屋敷跡であり、東西40m、南北43mの跡地は田地となっている。北面と東面には土塁が残り、かつては土塁が四方を巡る中世の方形居館であったと考えられている。
この地に生える竹を旗竿とすることで慶事となる伝承があり、三木合戦の際に羽柴秀吉も使用したという
河合家は江戸時代初期から姫路藩郷士となり、のち大庄屋として実権を握った。さらに上曽我井村（現、復井町）から下来住村まで10カ村の「舟捌御運上」の特権を有し、粟生船座を支配していた。現在では当時の面影はほとんどないが、河合館の敷地内に残る堂々とした薬医門が残っている。
現在、中心部の曲輪とみられる「政所（まどころ）」と呼ばれる場所には土塁状の高まりがあるが、1980年（昭和55年）に南辺と西辺の一部が破壊を受けたため、北辺と東辺、西辺の一部が残っている。遺跡（埋蔵文化財包蔵地）名は「河合屋敷跡」（兵庫県No.190075）。『日本城郭大系』では「庄官屋敷か」としている。

## 所在地
兵庫県小野市粟生町字鍵町

## 最寄駅
- JR加古川線粟生駅

## 周辺史跡・寺社
- 粟嶋神社
- 小野陣屋跡
- 金鑵城跡（金鑵城遺跡広場）
- 河合城跡
- 河合西廃寺跡
- 河合廃寺跡
- 広渡廃寺跡（国史跡広渡廃寺跡歴史公園）
- 小堀城跡
- 浄土寺（新西国三十三箇所観音霊場）
- 鈴之宮神社
- 近津神社
- 堀井城跡（堀井城跡ふれあい公園）
- 萬福寺
- 来迎院（五輪卒塔婆板碑は小野市指定文化財）
- 八柱神社

## 周辺施設
- 粟生会館
- 粟生こども園
- あお陶遊館アルテ
- 池之向公民館
- おの桜づつみ回廊
- 小野子午線公園
- 小野市立河合小学校
- 小野市立河合中学校
- 鴨池公園
- かわい快適の森
- 北条公会堂
- 共進牧場
- 鍬渓温泉
- 白雲谷温泉ゆぴか
- ひまわりの丘公園
- 平池公園
- ホテルルートイン小野

## 周辺道路
- 国道175号
- 兵庫県道23号三木宍粟線
- 兵庫県道349号市場多井田線

### 関連文献
- 兵庫県教育委員会 1982『兵庫県の中世城館・荘園遺跡-兵庫県中世城館・荘園遺跡緊急調査報告-』
- 小野市史編纂専門委員会編『小野市史』全8巻、小野市